# Duao

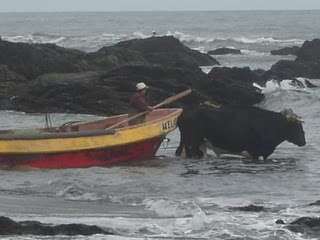

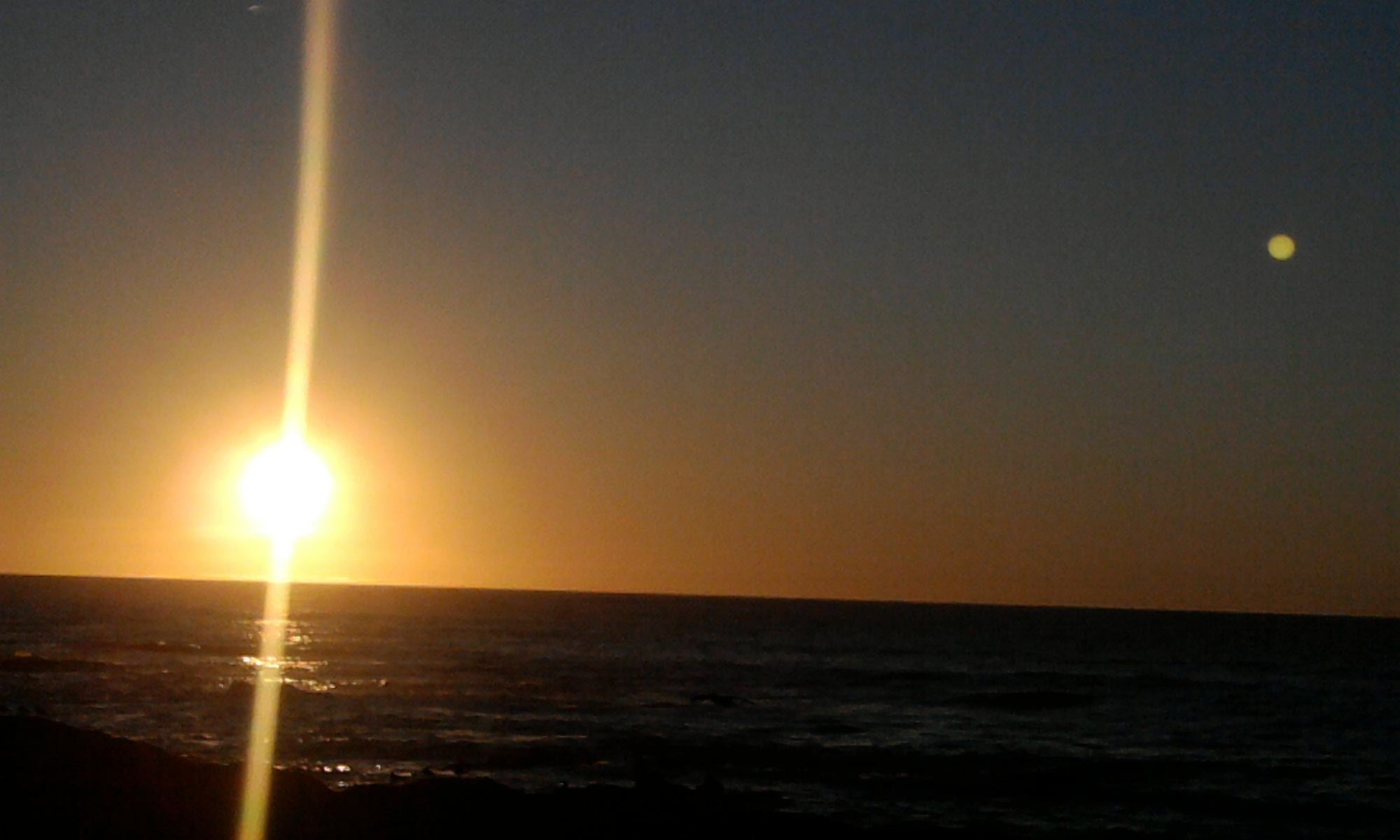

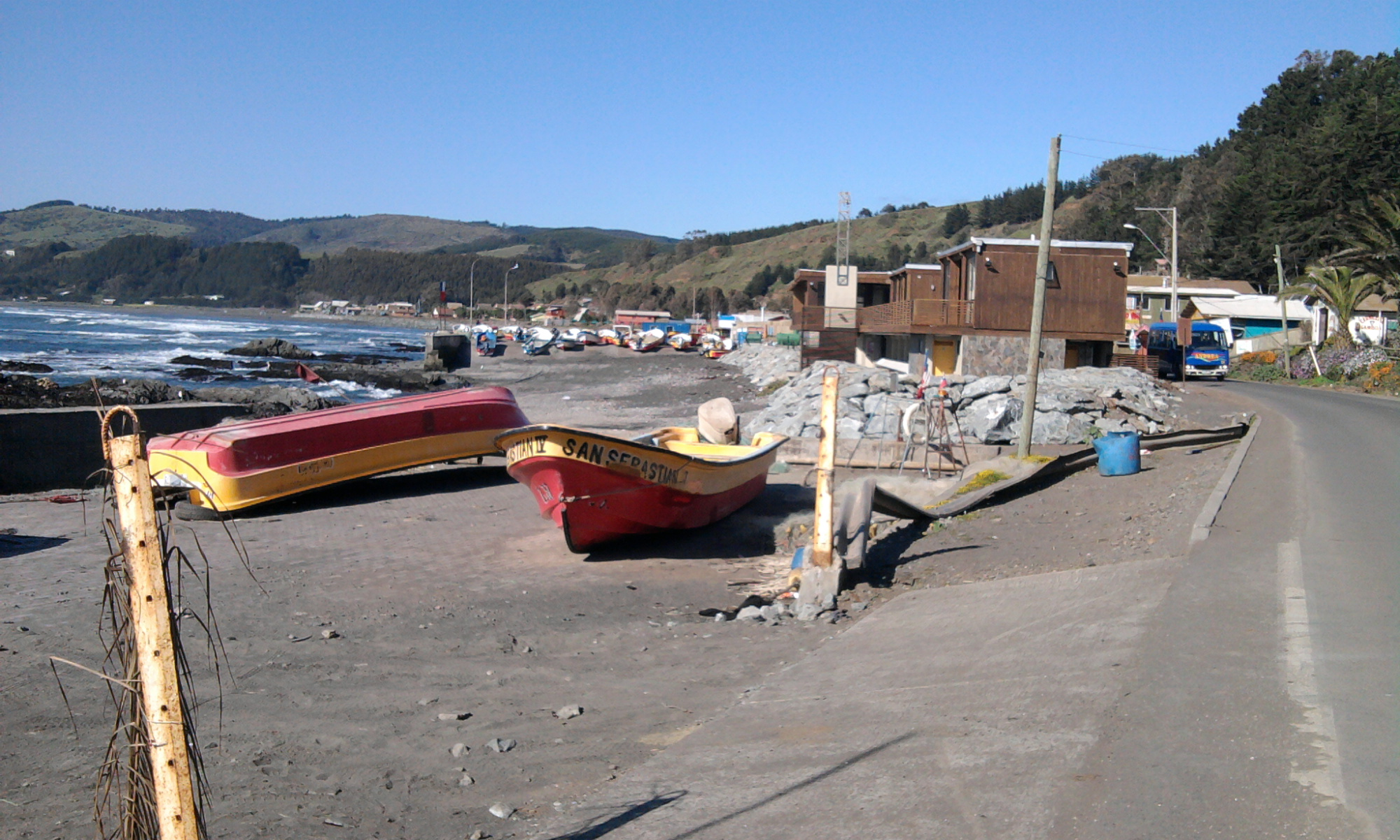

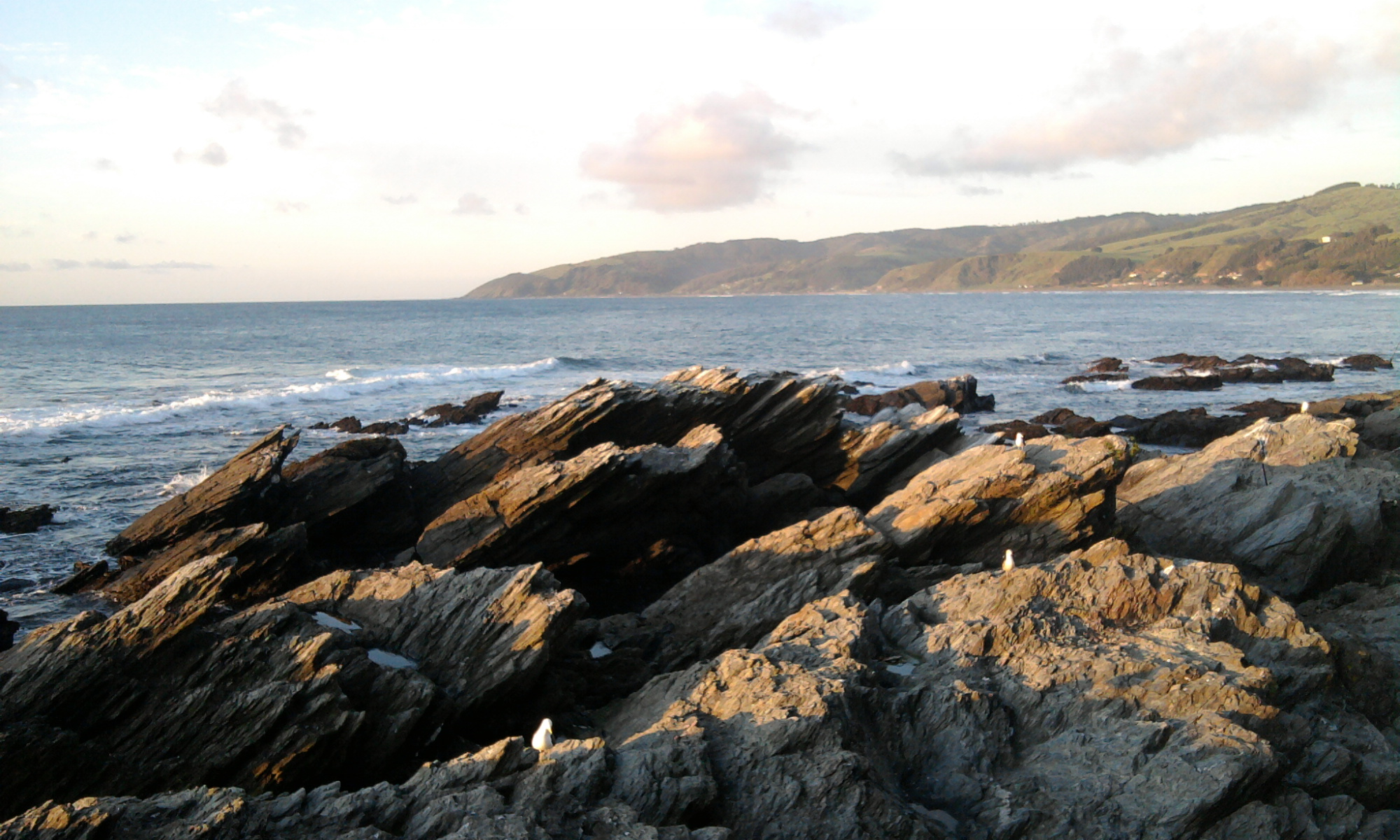

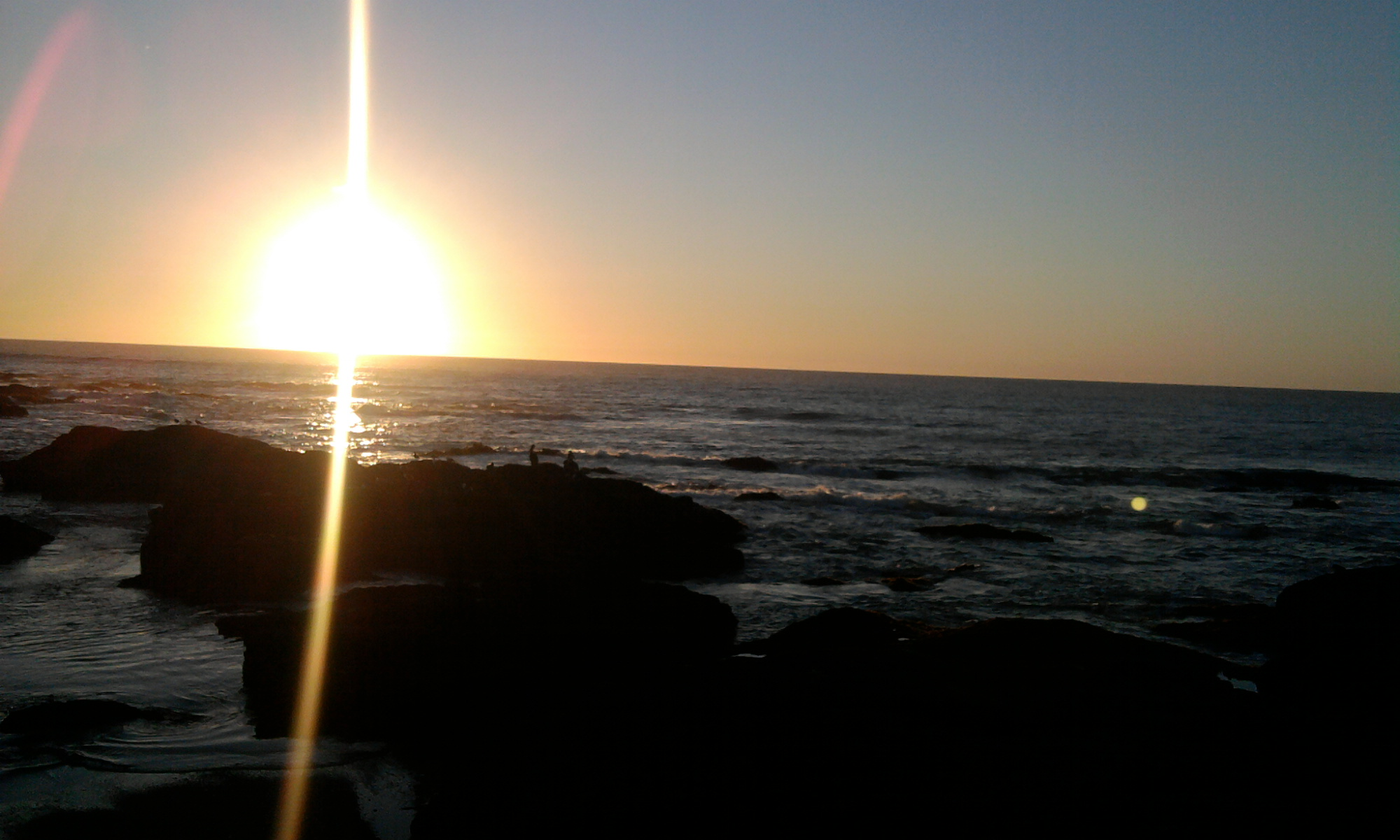

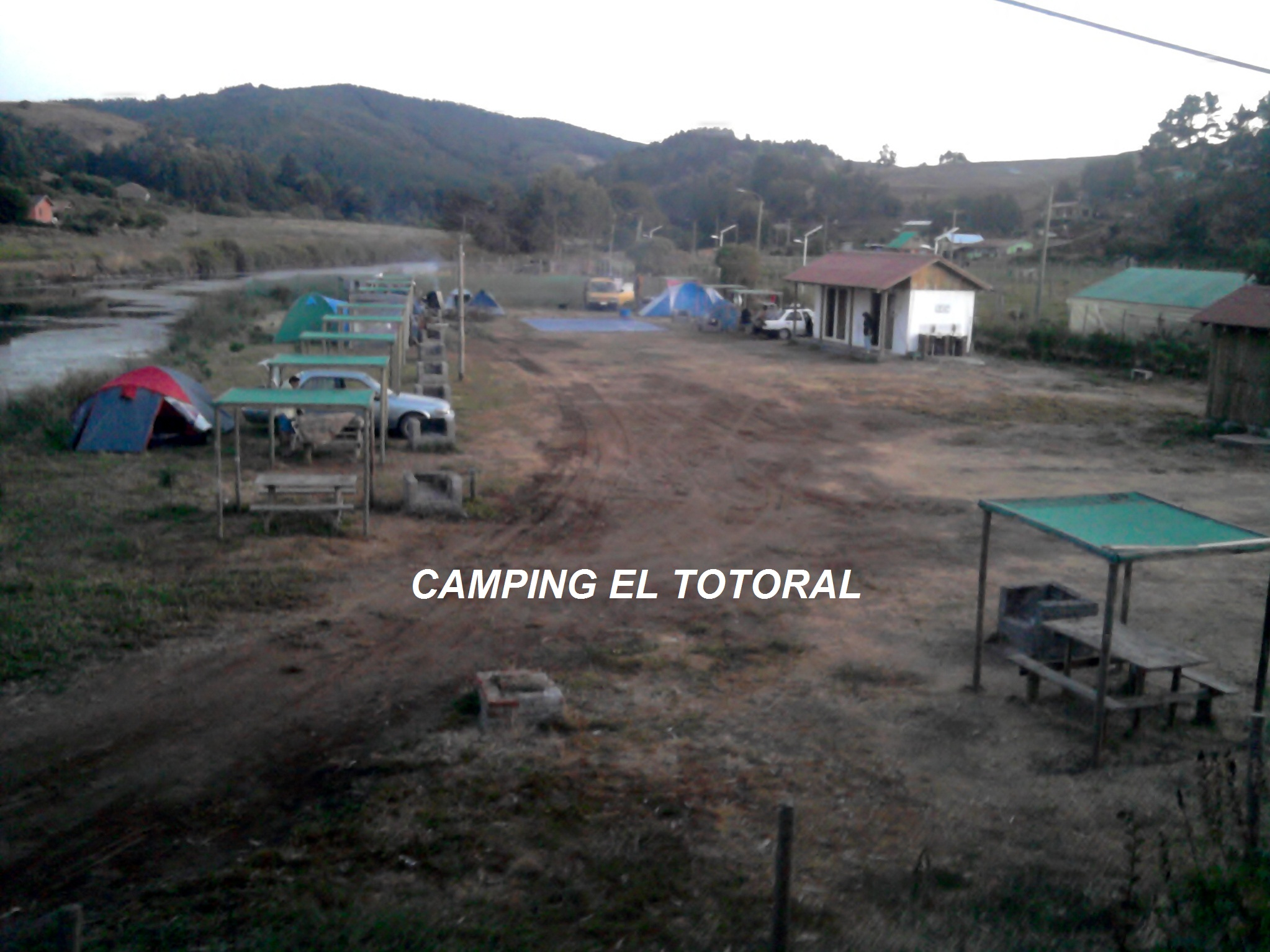
ubicado a 1 km. aprox. al norte de la plaza de Duao

Duao (mapudungún: asunto por tratar) es un balneario y caleta pesquera ubicado en la comuna de Licantén, en la Región del Maule, Chile.

## Toponimia
El nombre "Duao" proviene del mapudungún duam, que significa "asunto por tratar".

## Historia
Uno de los primeros registros acerca de Duao fue recogido por Francisco Solano Asta-Buruaga y Cienfuegos en 1897
No confundir con Duao de Talca, comarca ubicada 20 km al SSE de Talca y al N del rio Maule.
Duao de Iloca-—Fundo ó tierras cultivadas en la costa del departamento de Vichuquén, situadas entre los caseríos de Lipimávida é Iloca, al S. del puerto de Llico. De las alturas vecinas al E. cae al mar una punta medianamente alta y escarpada con uno que otro arrecife á su extremo, y en ellos naufragó en 1858 el vapor «Valdivia» de la compañía inglesa de navegación.|Francisco Solano Asta-Buruaga y Cienfuegos, Diccionario Geográfico de la República de Chile (1897)
De las alturas vecinas al E. cae al mar una punta medianamente alta y escarpada con uno que otro arrecife á su extremo, y en ellos naufragó en 1858 el vapor «Valdivia» de la compañía inglesa de navegación.
Esta localidad fue una de las más dañadas por el terremoto de Chile de 2010, y sobre todo por el posterior tsunami que se produjo minutos más tarde.

## Economía
Este balneario cuenta con la segunda caleta de pescadores artesanales más grande del país, llamada Caleta Felipe Cubillos Sigall, en honor al navegante fundador de "Desafió Levantemos Chile", el cual aportó en la reconstrucción de dicha caleta en 2010, posterior al Tsunami, lo que la destaca por su gran extracción de merluza común, reineta y últimamente jibia o calamar rojo para posteriormente exportarla a la muy conocida Unión Europea. Gracias a esto los turistas pueden degustar de los magníficos platos que se ofrecen en los diversos restaurantes que se encuentran en esta localidad.

## Turismo
Durante la época estival es visitado por numerosos turistas de diversas partes del país y del mundo, en su mayoría por Chilenos y Argentinos.Debido a esto, el lugar cuenta con gran cantidad de restaurantes, hosterías, cabañas y camping, lo que brindan un hospedaje más placentero a los turistas y visitantes del lugar.

### Proyecto Ruta Caletas del Maule
Duao pertenece al Proyecto Ruta Caletas del Maule, de Antofagasta Minerals, el cual surge tras el terremoto y tsunami del 27 de febrero de 2010 que destruyó gran parte de las localidades del sector. El principal motivo de este proyecto es apoyar la recuperación de la pesca artesanal de la región del Maule y agregar valor al turismo del sector.

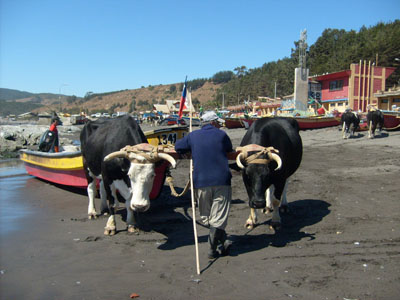
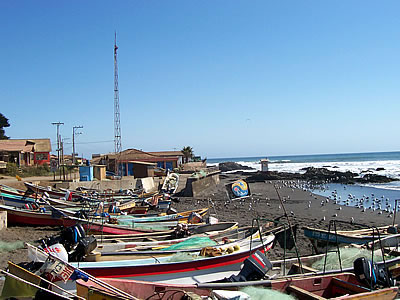
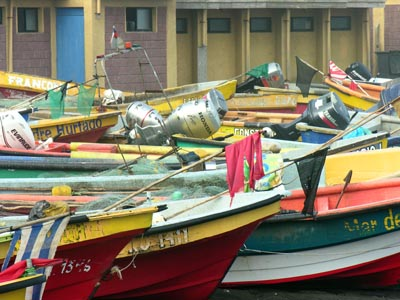
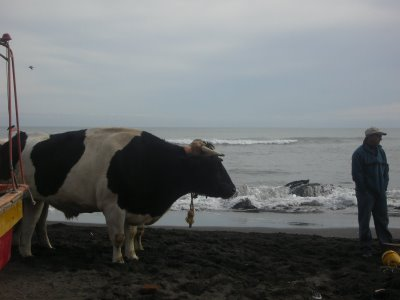

## Transporte
Duao está ubicado a 130 kilómetros al noroeste de Curicó y a 7 kilómetros de Iloca, por el camino que bordea la costa.